# فيليب هورانسكي
فيليب هورانسكي مواليد 7 يناير 1993 في بييشتاني، سلوفاكيا، هو لاعب كرة مضرب سلوفاكي ويحتل حالياً المرتبة رقم. 335 (4 مايو 2015) في تصنيف رابطة محترفي كرة المضرب. أعلى تصنيف له في الفردي كان المركز الـ 325 في سنة 2015. أعلى تصنيف له في الزوجي كان المركز الـ 698 في سنة 2013.

## الميداليات
| الميدالية | المسابقة                              |
| --------- | ------------------------------------- |
| برونزية   | الألعاب الأولمبية الصيفية للشباب 2010 |

## روابط خارجية
- فيليب هورانسكي على موقع رابطة محترفي التنس (الإنجليزية)
- فيليب هورانسكي على موقع الاتحاد الدولي لكرة المضرب (الإنجليزية)
- فيليب هورانسكي على موقع كأس ديفيز (الإنجليزية)
- فيليب هورانسكي على موقع خلاصة التنس.كوم (الإنجليزية)
- فيليب هورانسكي على موقع اللجنة الأولمبية الدولية (الإنجليزية)
- فيليب هورانسكي على موقع أوليمبيديا (الإنجليزية)
- فيليب هورانسكي على موقع اللجنة الأولمبية السلوفاكية (السلوفاكية)